# Détour mortel
Ne doit pas être confondu avec Détour mortel (téléfilm).
Série Détour mortel
Détour mortel 2
(2007)
Pour plus de détails, voir Fiche technique et Distribution.
Détour mortel ou Sortie fatale au Québec (Wrong Turn) est un film d'horreur germano-américain réalisé par Rob Schmidt, sorti en 2003. C'est le premier de la saga Détour Mortel qui comporte sept films.
Le film met en scène Chris, jeune étudiant en médecine, qui doit passer un entretien. En chemin, un accident de circulation stoppe sa progression et le contraint à emprunter un itinéraire bis qui traverse la forêt. Il heurte une voiture immobilisée au milieu de la route : ce véhicule appartient à un groupe de jeunes campeurs dont les pneus ont été crevés par des fils barbelés placés volontairement en travers de la voie. Afin de trouver de l'aide, le petit groupe explore la région et découvre une cabane. Leur soulagement va vite se transformer en cauchemar.

## Synopsis
Un couple, Halley Smith (Yvonne Gaudry) et Rich Stoker (Joel Harris), part faire de l'escalade dans une forêt éloignée de l'Ouest de la Virginie. Alors que Rich s'apprête à aider Halley, qui a du mal à escalader la paroi, il se fait assassiner. Quelqu'un commence à tirer Halley pour la faire remonter alors elle coupe sa corde et tombe. Halley tente de s'enfuir vers sa voiture mais elle trébuche sur un fil barbelé et elle est tirée vers la forêt où elle est tuée.
Chris Flynn (Desmond Harrington), un étudiant en médecine, doit se rendre à un entretien et pour cela il doit passer par les montagnes de l'Ouest de la Virginie. En raison de produits chimiques qui se sont renversés sur la route, il est forcé de prendre une autre route s'il veut arriver à l'heure. Chris s'arrête à la station essence d'un vieil homme (Wayne Robson). Le vieil homme n'est pas très serviable mais Chris remarque une carte détaillée où une autre route est indiquée, celle-ci rejoint directement l'endroit où il a besoin d'aller. Il décide alors de prendre cette route, mais en chemin il percute un Range Rover qui était garé au milieu de la route. La voiture appartient à un groupe d'amis, venu faire de la randonnée : Jessie Birlingame (Eliza Dushku), Carly (Emmanuelle Chriqui), son fiancé Scott (Jeremy Sisto) et un autre couple, Evan et Francine (Kevin Zegers et Lindy Booth). Leurs pneus ont été crevés par un fil de barbelé venant des bois.
Jessie, Carly et Scott partent chercher de l'aide, accompagnés par Chris. Evan et Francine restent pour garder les voitures, mais quand Evan commence à réparer leur voiture, il entend un bruit étrange. Il part dans la forêt pour trouver d'où vient le bruit. Au bout d'un moment, Francine remarque qu'Evan a disparu, elle part le chercher à l'intérieur de la forêt. Mais elle tombe sur une des chaussures d'Evan, et sur l'oreille de ce dernier. Horrifiée, elle trébuche et se fait tuer par une silhouette avec une bande de barbelé.
Alors qu'ils sont encore en train de chercher de l'aide, Chris, Jessie, Carly et Scott finissent par arriver à une cabane isolée. Ils décident d'y entrer pour trouver un téléphone mais ils tombent sur de nombreux objets présents par dizaines et dans un frigo, Chris découvre des parties de corps humains. Terrifiés par cela, ils essayent de s'échapper, mais les occupants de la cabane sont de retour, ne pouvant plus sortir ils sont forcés de se cacher. Trois cannibales, qui sont extrêmement défigurés, entrent dans leur cabane avec le cadavre de Francine. Chris, Jessie, Carly et Scott observent silencieusement et avec horreur ce qu'il se passe sous leurs yeux : le corps de Francine est brutalement découpé puis dévoré.
Quand les cannibales vont se coucher, Chris, Jessie, Scott et Carly s'échappent en silence. Cependant un des cannibales, « Dents de scie », se réveille et alerte les autres cannibales qui commencent à les poursuivre dans la forêt. Le groupe grimpe à proximité d'une clairière où se trouvent les voitures des victimes des cannibales. Chris fait une diversion et reçoit une balle dans la jambe. Scott le sauve en attirant l'attention des cannibales sur lui pendant que Jessie et Carly volent un des camions. Elles réussissent à ramener Chris au camion et ils démarrent et se mettent à la recherche de Scott. Carly l’aperçoit dans la forêt, Scott les repère et va pour les rejoindre quand un des cannibales lui tire dessus avec un arc. Jessie accélère et arrive à semer les cannibales, qui ramassent le corps de Scott et l'emmènent dans leur cabane.
Les trois survivants arrivent à la fin de la route et décident de continuer à pied. Ils trouvent une vieille tour de vue, y grimpent et y découvrent une radio avec laquelle ils appellent à l'aide, mais personne ne leur répond. Plus tard ils voient les cannibales venir vers la tour avec des torches. Ils semblent ne pas les apercevoir. Mais la radio, qui répond alors au message, alerte les cannibales. Carly essaye de répondre en urgence mais elle est interrompue lorsque « Trois Doigts » essaye de grimper à la tour et d'y pénétrer par une trappe dans le plancher mais est stoppé par Chris. Les cannibales décident de mettre le feu à la tour. Chris, Carly et Jessie fuient en sautant par les fenêtres dans les arbres les plus proches. Alors qu'ils se croient sauvés, « Trois Doigts » grimpe à l'arbre le plus proche d'eux. Chris et Jessie grimpent plus haut, alors que Carly essaye de les rejoindre, « Trois Doigts » arrive par derrière et la décapite.
« Trois Doigts » commence à poursuivre Jessie mais Chris arrive à le frapper avec une branche d'arbre et le fait tomber. Jessie et Chris s'échappent et se cachent dans une caverne près d'une cascade jusqu'au lendemain matin. Ils trouvent un chemin qui mène hors de la forêt, mais un des cannibales les trouve. Il pousse Chris dans le vide et capture Jessie pour la ramener dans sa cabane. Chris qui a survécu, rencontre le shérif, mais avant qu'il soit capable de le convaincre de ce qui vient de se passer, le shérif est tué par une flèche. Chris tente de conduire le véhicule du shérif mais il ne trouve pas la clé, alors il se cache sous la voiture que les cannibales conduisent et qu'ils ramènent à leur repaire.
Quand les cannibales arrivent à la cabane, Jessie est attachée au lit et appelle à l'aide. Après que « Dents de scie » est rentré dans la cabane avec le corps du shérif, Chris, qui conduit le véhicule de police, fonce dans un des murs de la cabane et percute « Un œil ». Chris libère Jessie et se bat avec le cannibale. Dès que lui et Jessie sont hors de la cabane, Chris met le feu à celle-ci. Chris et Jessie s'enfuient avec le camion des cannibales et vont à la station-service. Chris, qui est en mauvais état, sort du véhicule et prend le plan du début du film où la route des cannibales est indiquée, afin que si les cannibales survivent, personne d'autre ne subisse le même sort. Il retourne à l'intérieur du camion, et avec Jessie ils continuent leur route. Le générique commence. Le générique de fin est interrompu par une scène où l'on peut voir le shérif adjoint enquêter sur les restes de la cabane. « Trois Doigts », qui a survécu à l'explosion, arrive derrière lui et le tue. On entend juste son rire, puis le générique reprend.

## Fiche technique
Sauf indication contraire, les informations mentionnées dans cette section peuvent être confirmées par la base de données cinématographiques IMDb,  présente dans la section « Liens externes ».
- Titre original : Wrong Turn
- Titre français : Détour mortel
- Titre québécois : Sortie fatale
- Réalisation : Rob Schmidt
- Scénario : Alan B. McElroy
- Direction artistique : Alicia Keywan
- Décors : Elis Lam
- Costumes : Georgina Yarhi
- Photographie : John S. Bartley
- Montage : Michael Ross
- Musique : Elia Cmiral
- Production : Stan Winston, Brian J. Gilbert, Erik Feig et Robert Kulzer
- Sociétés de production : Constantin Film, Stan Winston Studio et Summit Entertainment
- Société de distribution : Twentieth Century Fox ; Constantin Film (Allemagne), CTV International (France)
- Budget : 10 millions de dollars [1]
- Pays d'origine :  États-Unis /  Canada /  Allemagne
- Langue originale : anglais
- Format : couleur - 1,85:1 - Dolby Digital - 35 mm
- Genres : horreur, thriller
- Durée : 84 minutes
- Dates de sortie : 
  - États-Unis, Québec : 30 mai 2003
  - Belgique : 23 juillet 2003
  - France : 30 juillet 2003
  - Suisse romande : 6 août 2003
  - Allemagne : 28 août 2003
- Film interdit aux moins de 16 ans en France

## Distribution
Légende : VF = Version Française et VQ = Version Québécoise
- Desmond Harrington (VF : Eric Herson-Macarel ; VQ : Gilbert Lachance) : Chris Flynn
- Eliza Dushku (VF : Barbara Delsol ; VQ : Hélène Mondoux) : Jessie Burlingame
- Emmanuelle Chriqui (VF : Marie-Eugénie Maréchal ; VQ : Camille Cyr-Desmarais) : Carly
- Jeremy Sisto (VF : Jean Pierre Michael ; VQ : Benoit Rousseau) : Scott
- Kevin Zegers (VF : Lionel Melet ; VQ : Nicolas Charbonneaux-Collombet) : Evan
- Lindy Booth (VF : Barbara Kelsch ; VQ : Gabrielle Dhavernas) : Francine
- Wayne Robson (VF : Jacques Dynam) : le vieil homme
- Julian Richings : Trois doigts
- Garry Robbins : Dents de scie
- Ted Clark : Un œil
- Yvonne Gaudry : Halley
- Joel Harris : Rich
- David Huband : le policier
- James Downing : le camionneur

## Production

### Tournage
Le tournage s'est déroulé du 6 août au 11 octobre 2002 à Dundas, à Hamilton, à Toronto et à Uxbridge en Ontario[réf. nécessaire].

### Musique
Albums de Elia Cmiral
Wrong Turn
(2007)
- The High Cost of Low Living, composé par Scott Nickoley et Jamie Dunlap
- Halloween, interprété par Dream Syndicate
- You Can't Quit Me Baby, interprété par Queens of the Stone Age
- If Only, interprété par Queens of the Stone Age
- Birthday, interprété par Simple
- Wish I May, interprété par Breaking Benjamin

Musique de film
1. Dark Forest
2. Wrong Turn Title
3. Mountain Men
4. Cabin in the Woods
5. Adventure Begins
6. Mountain Men at Home
7. Francine Dies
8. Jessie shana raocks
9. Scott Becomes Prey
10. Bear Trap
11. Escape from Cabin
12. Jessie Taken Hostage
13. Fire in the Watchtower
14. Grim Discoveries
15. Are We Safe?
16. They Got Carly
17. Killing Mountain Men
18. We Are Alive
19. Three-Finger Is Back

## Accueil
Wrong Turn reçoit des critiques mitigées, et obtient un score de 40 % sur Rotten Tomatoes.

## Suites
Le film est suivi par Détour mortel 2 (Wrong Turn 2), sorti en 2007. Il met en scène Erica Leerhsen, Henry Rollins et Texas Battle, et est réalisé par Joe Lynch en 2007. Le film a reçu beaucoup de critiques positives. Ensuite, de nombreuses autres suites ont suivi : Détour mortel 3, réalisé par Declan O'Brien en 2009, puis par Détour mortel 4, également réalisé par Declan O'Brien pour une sortie DT-DVD en octobre 2011, puis en 2012 est sorti Détour mortel 5, toujours réalisé par Declan O'Brien. Ensuite le 21 octobre 2014, Détour mortel 6 est sortie directement en DVD et blu-ray, ce film est réalisé par Valeri Milev. En octobre 2018, la production déclare qu'un reboot est actuellement en préparation.

## Nominations
- Festival international du film de Catalogne 2003 : Meilleur film pour Rob Schmidt
- Festival international du film fantastique de Neuchâtel 2003 : Prix Narcisse du meilleur film pour Rob Schmidt
- Fangoria Chainsaw Awards 2004 : Meilleur film pour Rob Schmidt